# Heilbrunn (Gemeinde Anger)
Heilbrunn ist ein Wallfahrtsort und Pfarre. Der Ort liegt in der Gemeinde Anger in der Steiermark.

## Geschichte
Heilbrunn kann auf eine Geschichte von rund 400 Jahren zurückblicken. Die heilbringende Wirkung der Quelle des „Heiligen Brunnens“ war der Ursprung des Ortes. Um 1620 errichteten ansässige Bauern ein gemauertes Kreuz, in dem eine Marienfigur aus Ton gestellt wurde. Im Jahr 1672 wurde eine Kapelle errichtet.

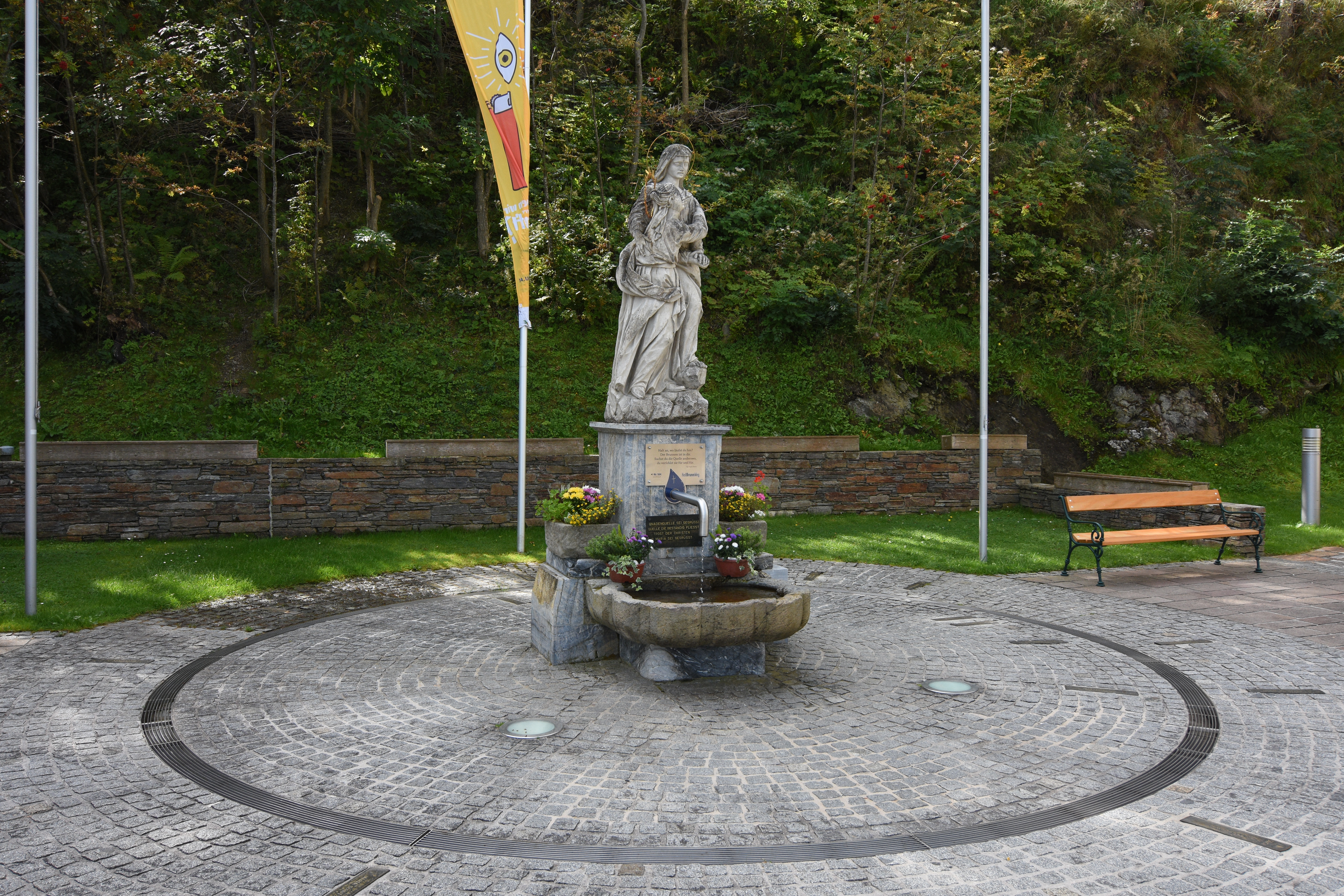
Brunnenkapelle Mariä Heimsuchung Heilbrunn

Im Jahre 1787 kam es zur Erhebung zur Pfarre nach Umfragen und Bittgesuchen an den Bischof und an Kaiser Josef II. sowie zur Grundsteinlegung am 26. Juli (Annatag) zum Bau der heutigen Pfarrkirche Maria Heilbrunn. Die Bevölkerung der betreffenden Teile der bestehenden Pfarren Anger, St. Georgen, Birkfeld und St. Kathrein/O. hatten über eine Stunde Gehzeit in die jeweilige Pfarrkirche, was auch unter Kaiser Josef II. unerwünscht war, denn nach seinem Reformprogramm sollte niemand einen weiteren Weg als eine Gehstunde in seine Pfarrkirche haben; wohl vor allem aus dem Grund, möglichst viele Untertanen im Rahmen der Verlautbarungen nach der Heiligen Messe zu erreichen, im Rahmen derer auch Informationen und Aufrufe mit weltlichem Inhalt verlesen wurden. Die Pfarrgrenzen wurden den natürlichen Gegebenheiten angepasst und blieben im Wesentlichen bis heute erhalten.
Bekannt ist der kleine Ort Heilbrunn auch für seinen Musikverein.

### Absturz eines US-Bombers 1943

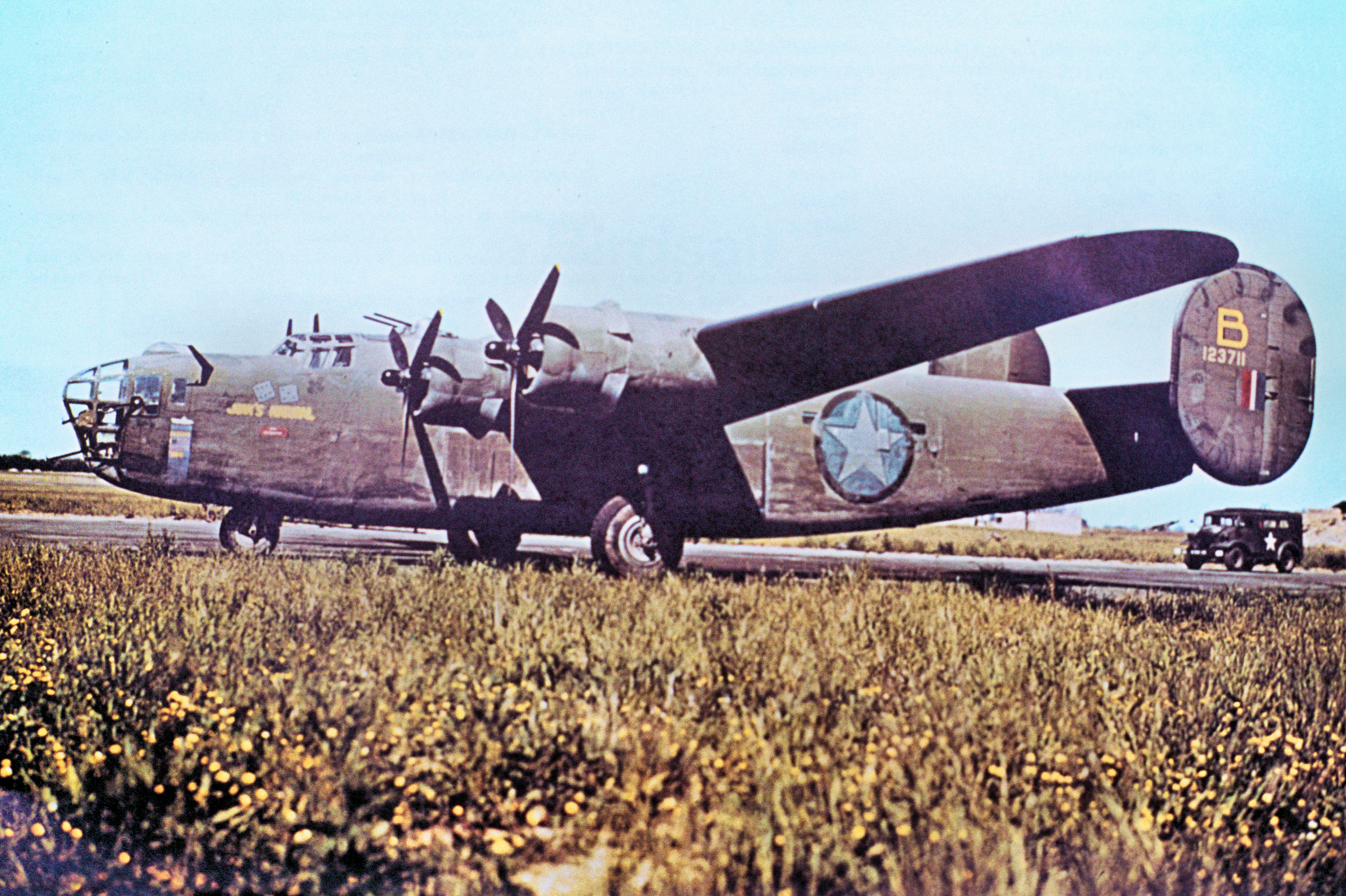
Diese B-24 mit der Seriennummer 41-23711, pilotiert von William F. Stein, stürzte am 1. Oktober 1943 bei Heilbrunn ab.

Am 1. Oktober 1943 stürzte nahe Heilbrunn ein amerikanischer Bomber vom Typ B-24 Liberator nach einem Luftkampf über den Wiener Neustädter Flugzeugwerken ab. Die Maschine mit der Seriennummer 41-23711 wurde pilotiert von William F. Stein, der zusammen mit acht Männern seiner Besatzung bei dem Absturz den Tod fand. Einziger Überlebender war der Navigator William W. Sykes, der anschließend für 19 Monate in Kriegsgefangenschaft kam.
Die gefallenen Amerikaner wurden zuerst auf dem Dorffriedhof bestattet und im März 1950 in die USA überführt, wo sie auf dem Jefferson Barracks National Cemetery in St. Louis ihre letzte Ruhe fanden.
Heute steht nahe der Absturzstelle an einem Wanderweg ein Gedenkstein in deutscher und englischer Sprache.

## Pfarre
Heilbrunn ist eine Pfarre im Seelsorgeraum Weiz in der Diözese Graz-Seckau. Das Pfarrgebiet erstreckt sich jeweils auf Teile der Gemeinden Anger, Birkfeld und St. Kathrein am Off.

## Kultur und Sehenswürdigkeiten
- Katholische Wallfahrtskirche Maria Heilbrunn
- Brunnenkapelle mit Skulpturengruppe Mariä Heimsuchung vor der Wallfahrtskirche
- Brandluckner Huab’n Theater